# (500262) 2012 KV49
(500262) 2012 KV49 es un asteroide perteneciente al cinturón de asteroides, descubierto el 15 de mayo de 2012 por el equipo del Pan-STARRS desde el Observatorio de Haleakala, Hawái, Estados Unidos.

## Designación y nombre
Designado provisionalmente como 2012 KV49.

## Características orbitales
2012 KV49 está situado a una distancia media del Sol de 2,570 ua, pudiendo alejarse hasta 2,861 ua y acercarse hasta 2,279 ua. Su excentricidad es 0,113 y la inclinación orbital 14,83 grados. Emplea 1504,87 días en completar una órbita alrededor del Sol.

## Características físicas
La magnitud absoluta de 2012 KV49 es 17,2.